# Reiko Chiba
Reiko Chiba (千葉 麗子 Chiba Reiko?) (Fukushima, 8 de enero de 1975) es una actriz japonesa, Seiyū, Gravure idol y eventualmente cantante de J-pop.

## Biografía
Nació en la prefectura de Fukushima pero se crio en la prefectura de Osaka.

### Carrera artística
Comenzó su carrera como modelo en 1991 antes de hacer su debut de actriz como Mei y Ptera Ranger en la serie Super Sentai de 1992 Kyōryū Sentai Zyuranger; misma que luego se adaptó a la versión estadounidense Mighty Morphin Power Rangers y se emitió en Japón donde la propia Chiba rebautizó tanto a Ptera Ranger como a las imágenes estadounidenses de la actriz Amy Jo Johnson que interpretó su personaje como Kimberly Hart, la Pink Ranger. Después del final de la serie, hizo su debut en J-Pop el 7 de abril de 1993 como miembro de Aurora Gonin Musume. También hizo un cameo como ella misma en la película de anime Fatal Fury: The Motion Picture, interpretó la voz de Cham Cham en la serie de videojuegos Samurai Shodown y tuvo un lugar en el programa de radio nocturno Akihabara Young Denkikan. Posteriormente se retiró de la industria del entretenimiento en 1995, sin embargo, ha hecho varias apariciones públicas en los últimos años en convenciones de cómics y anime en los Estados Unidos para ayudar a promover el lanzamiento oficial de Zyuranger en DVD en dicho país.

### Vida personal
Cuando contrajo matrimonio con Tetsuhito Kirihara en 1998, su nombre legal se convirtió a Reiko Kirihara (桐原 麗子 Kirihara Reiko?), sin embargo sigue siendo conocida por su apellido de soltera o "Chibarei" en los negocios y otros contextos públicos. Desde su estado de casada y nacimiento de su hijo en 1999, ha adoptado una personalidad pública más madura. Ahora está activa como instructora de yoga certificada, enseña clases de yoga y publica una serie de libros y videos instructivos. También continúa posando para publicaciones como Weekly Playboy y también es la cara pública de la corporación Cherrybabe, Inc.
En 2011, Chiba habló sobre sus años de depresión y se ha convertido en defensora de Kokoro no Mimi (こころの耳?), el sitio web del portal de salud mental del Ministerio de Salud, Trabajo y Bienestar.

## Filmografía

### Series de televisión
- Kyōryū Sentai Zyuranger (1992-1993): Mei (メイ?)/Ptera Ranger (プテラレンジャ— Putera Renjā?)
- Hitotsu Yane no Shita (1993)
- Minami-kun no Koibito (1993)
- Ninja Sentai Kakuranger (1994): Como Reika (麗花 役 Rika-yaku?) en el episodio 25

### Especiales de televisión
- Samurai Shodown: The Motion Picture (1993): Nakoruru

### Películas
- Fatal Fury: The Motion Picture (1994): Herself
- Super Sentai World (1994): Voz de Ptera Ranger
- Zyuden Sentai Kyoryuger vs. Go-Busters: The Great Dinosaur Battle! Farewell Our Eternal Friends (2014): Voz de Ptera Ranger

### OVA Anime
- Wild 7 (1994): Iko

### Videojuegos
- Samurai Shodown (1994): Cham Cham
- The King of Fighters EX: Neo Blood (2002): Moe Habana